# Carachata dimorphica
Carachata dimorphica is een halfvleugelig insect uit de familie schuimcicaden (Cercopidae). De wetenschappelijke naam van deze soort is voor het eerst geldig gepubliceerd in 1989 door Carvalho & Sakakibara.